# Robin Fleming
Robin Fleming (* 1956) ist eine US-amerikanische Mittelalterhistorikerin.
Sie studierte ab 1976 am Westfield College der University of London und an der University of California, Santa Barbara, an der sie 1977 ihren Bachelor-Abschluss in Geschichte erwarb und 1984 promoviert wurde. 1986 bis 1989 war sie Junior Fellow der Harvard Society of Fellows, ab 1989 Assistant Professor, 1992 Associate Professor und ab 1998 Professor am Boston College. Seit 2012 ist sie Vorsitzende der Geschichts-Fakultät.
Fleming befasst sich mit englischer Geschichte in spätrömischer Zeit und im Frühmittelalter, frühe mittelalterliche materielle Kultur, das Domesday-Buch und englische Rechtsgeschichte vor dem Common Law, Historiographie im frühen Mittelalter, Rezeption des Mittelalters im 19. Jahrhundert. Insbesondere untersucht sie den Übergang am Ende der römischen Herrschaft in Großbritannien sowohl anhand archäologischer Funde als aus Textquellen, zum Beispiel dem Niedergang der Fähigkeiten zur Metallverarbeitung.
2013 wurde sie MacArthur Fellow.
Sie ist Fellow der Royal Historical Society und der Society of Antiquaries of London, Mitglied der Medieval Academy of America und der American Historical Association und war Präsidentin der Charles Homer Haskins Society.

## Schriften
- Kings and Lords in Conquest England, Cambridge University Press, 1991
- Britain After Rome: The Fall and Rise c. 400 to 1070, Penguin, 2010
- Domesday Book and the Law: Society, and Legal Custom in Early Medieval England, Cambridge, 1998

Einige Aufsätze:
- Recycling in Britain after the Fall of Rome’s Metal Economy, Past and Present, 217 (2012), 3–45.
- Elites, Boats and Foreigners: Rethinking the Rebirth of English Towns, in Città e campagna prima del mille, Atti delle Settimane di Studio, 56 (2009), 393–425.
- Writing Biography on the Edge of History, American Historical Review, 114 (2009), 606-14.
- Acquiring, Displaying, and Destroying Silk in Late Anglo-Saxon England, Early Medieval Europe, 15 (2007), 127-58.
- Bones for Historians: Putting the Body Back in Biography, in David Bates (Herausgeber): Writing Medieval Biography: Essays in Honour of Frank Barlow, Woodbridge, 2006, 29–48.
- mit Andrew Lowerre: MacDomesday Book, Past and Present, 184 (2004), 209-32.
- Lords and Labour, in Wendy Davis (Herausgeber): The Short Oxford History of the British Isles, vol. 3: Britain and Ireland in the Ninth through Eleventh Centuries, Oxford 2003, 107–138.
- Christ Church Canterbury’s Anglo-Norman Cartulary, in Anglo-Norman Political Culture (1997), 83–155.
- Picturesque History and the Medieval in Nineteenth-Century America, American Historical Review (1995), 1061–1064.
- Rural Elites and Urban Communities in Late-Saxon England, Past and Present 141 (1993), 3–37
- Monastic lands and English defence in the Viking Age, English Historical Review 100 (1985), 247–265